# Diocesi di Lettere

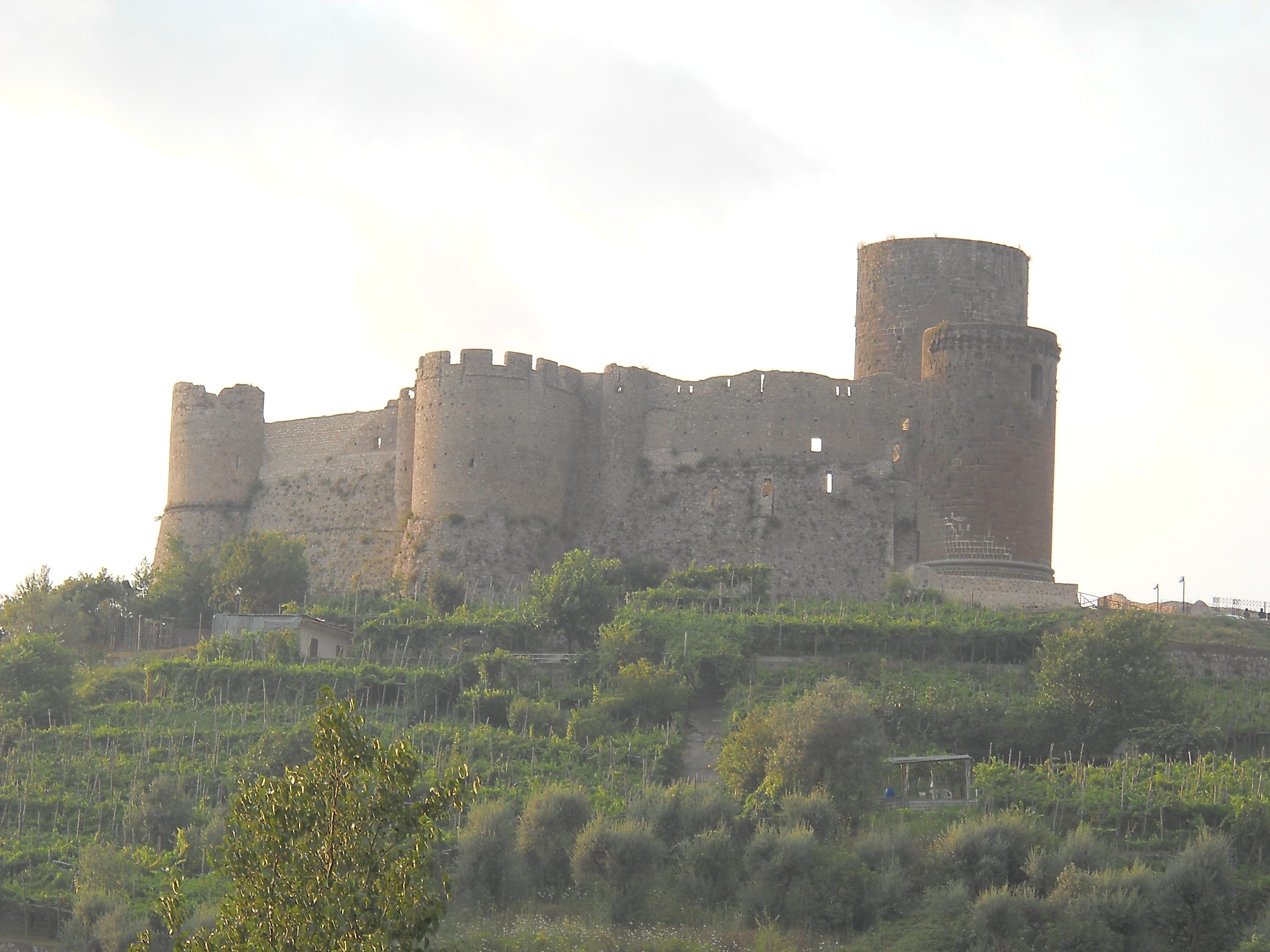
Il castello di Lettere, nei cui pressi si trovava la primitiva cattedrale della diocesi, dedicata a Sancta Maria Trinitatorum.

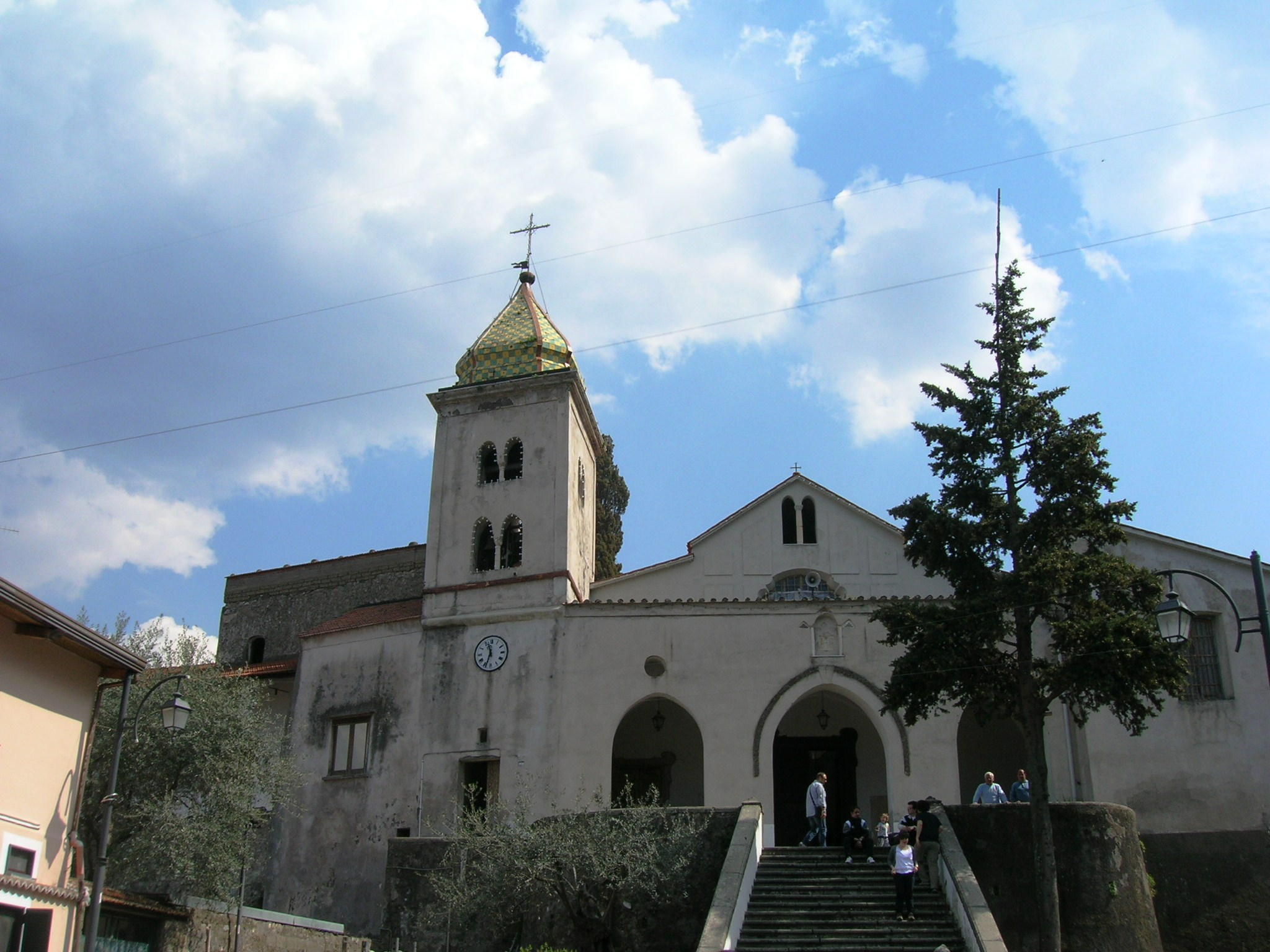
La chiesa di Santa Maria Assunta nella frazione di Castello di Gragnano.

La diocesi di Lettere (in latino Dioecesis Litterensis) è una sede soppressa e sede titolare della Chiesa cattolica.

## Territorio
La diocesi si estendeva nel territorio tra Amalfi e Castellammare di Stabia e comprendeva le terre di Gragnano, Pimonte, Casola e Lettere, con tutti i rispettivi borghi e casali.
Sede vescovile era la città di Lettere, dove si trovava la cattedrale dell'Assunta.

## Storia
Secondo quanto riferisce Ferdinando Ughelli, la diocesi di Lettere venne eretta sul finire del X secolo, in occasione dell'elevazione di Amalfi a sede metropolitana; tale erezione fu confermata da papa Giovanni XV, che il 30 novembre 987 consacrò primo arcivescovo Leone II nella basilica lateranense a Roma. Nello stesso anno furono erette a sedi vescovili, suffraganee della provincia ecclesiastica amalfitana, le città di Scala, Minori, Lettere e Capri.
La primitiva sede episcopale si trovava nei dintorni del castello di Lettere: all'interno delle mura sorgeva la cattedrale di Santa Maria Trinitatorum. Il primo vescovo, consacrato dal metropolita Leone II, è stato Stefano nel 987. Il 12 dicembre 1169 il capitolo metropolitano di Amalfi, con diploma al vescovo Pietro II, definì i confini della diocesi di Lettere con le terre e i casali che la componevano. Il vescovo Giovanni prese parte nel 1179 al concilio Lateranense III, convocato a Roma da papa Alessandro III.
A partire dal XIII secolo si fecero tesi i rapporti fra la curia vescovile di Lettere e la chiesa arcipretale di Santa Maria Assunta di Castello di Gragnano, il cui arciprete, fino a quel momento, si credeva esente dalla giurisdizione vescovile. Una prima difficoltà fu superata con l'intervento di papa Onorio III, che destinò l'arcivescovo Alferio di Sorrento a ricomporre le controversie fra i due contendenti (1227), a favore dei diritti episcopali di Lettere. Un altro momento di tensione nel secolo successivo, quando nel 1327 il capitolo arcipretale di Gragnano si oppose inutilmente alla nomina del vescovo Pietro IV. Ancora nel 1485 il vescovo Antonio De Miraballis fece ricorso, contro le pretese di Gragnano, a papa Innocenzo VIII il quale, con la bolla Apud Sanctum Petrum del 15 giugno 1485 dette ragione al vescovo. Le difficoltà tuttavia rimasero finché nel 1732 il vescovo Francesco Castello «spedì il primicerio ed il maestro d'atti con sgherri armati» per sequestrare tutte le carte con cui l'arcipretura di Gragnano poteva vantare e pretendere diritti, per poi distruggerle.
«Il vescovo Giovanni Antonio Pantusa (1547-1562), teologo amico del cardinale Girolamo Seripando, partecipò al concilio di Trento intervenendo su questioni relative all'eucaristia e al sacrificio della messa (calice ai laici) e sull'obbligo della residenza». Morì a Trento, durante il concilio, e fu sepolto nella cattedrale di quella città.
Il vescovo Bartolomeo Ferro, con il permesso di papa Pio V, fece costruire nel 1570 la nuova cattedrale della diocesi intitolata a Santa Maria Assunta, che venne consacrata il 1º maggio 1696 dal vescovo Antonio Molinari. Il capitolo della cattedrale comprendeva in origine dieci canonici, fra i quali le dignità di arcidiacono, primicerio, cantore e tesoriere; in seguito furono aggiunti altri quattro canonici.
A partire almeno dal XVII secolo, sant'Anna divenne la protettrice di Lettere, e contitolare della cattedrale diocesana.
Diverse difficoltà trovarono i vescovi nella fondazione del seminario diocesano, soprattutto a causa della mancanza dei fondi necessari per il suo mantenimento. Finalmente Giovanni Cito (1698-1708) riuscì nell'impresa, destinando alla formazione del clero diocesano i proventi derivati dalla soppressione del convento degli Agostiniani di Lettere e di quello dei Domenicani di Pimonte.
L'ultimo vescovo, Bernardo della Torre, pubblico 1799 una lettera pastorale con la quale dichiarava compatibili i diritti di libertà, fraternità e uguaglianza, sanciti dalla rivoluzione francese, con i dettami del Vangelo. All'arrivo dei francesi fu esiliato a Marsiglia; fece poi ritorno in patria, dove divenne vicario generale dell'arcidiocesi di Napoli, pur restando vescovo di Lettere.
In seguito al Concordato tra papa Pio VII e Ferdinando I, il 27 giugno 1818 la diocesi di Lettere fu soppressa con la bolla De utiliori dello stesso papa Pio VII e il suo territorio aggregato a quello della diocesi di Castellamare di Stabia. Nello stesso anno il vescovo Bernardo della Torre fu trasferito alla sede stabiese, morendo due anni dopo.
Dal 1968 Lettere è annoverata tra le sedi vescovili titolari della Chiesa cattolica; dal 4 aprile 1992 l'arcivescovo, titolo personale, titolare è Luigi Travaglino, già nunzio apostolico nel Principato di Monaco.

## Cronotassi

### Vescovi
- Stefano † (987 - ?)
- Pietro I † (menzionato nel 1118)
- Pietro II † (menzionato nel 1169)
- Giovanni † (menzionato nel 1179)
- P. † (menzionato nel 1198)[9]
- Anonimo † (menzionato nel 1215)[9]
- Giacomo I † (prima del 1258 - dopo il 1286)[9]
- Pietro III † (prima del 1300 - dopo il 1307)
- Raone † (menzionato nel 1311)
- Pietro IV † (22 settembre 1327 - 1349 deceduto)
- Giacomo Gioia (De Joia), O.F.M. † (16 marzo 1349 - circa 1365 deceduto)
- Roberto De Casalinovo, O.F.M. † (8 giugno 1366 - ? dimesso)
- Giuliano, O.F.M. † (11 agosto 1371 - circa 1380 nominato vescovo di Castellammare di Stabia)
  - Nicola De Sisiti, O.E.S.A. † (19 dicembre 1384 - ?) (antivescovo)
- Tommaso † (? - 6 aprile 1392 nominato vescovo di Ugento)
- Giovanni Da Pisa, O.P. † (11 marzo 1392 - 1403 deceduto)
- Giacomo II † (10 ottobre 1403 - ?)
- Francesco † (21 marzo 1407 - 1427 deceduto)
- Cicco (o Cucchio) † (1º marzo 1428 - ? deceduto)
- Antonio De Celano † (26 settembre 1440 - 1456 deceduto)
- Gabriele Pontangeli † (30 gennaio 1456 - 1478 deceduto)
- Antonio De Miraballis † (14 gennaio 1478 - 1503 deceduto)
- Andrea Curiale † (7 luglio 1503 - 1517 dimesso)
- Valentino D'Apreja (De Apreis) † (23 marzo 1517 - 1539 deceduto)
- Bartolomeo De Capobianco † (28 gennaio 1540 - 1547 deceduto)
- Giovanni Antonio Pandosi (o De Pantusa) † (14 febbraio 1547 - 27 ottobre 1562 deceduto)
- Sebastiano Leccavella, O.P. † (16 dicembre 1562 - 1565 dimesso)
- Giovanni Antonio Astorco † (7 novembre 1565 - 1567 deceduto)
- Bartolomeo Ferri, O.P. † (19 settembre 1567 - 10 maggio 1570 nominato vescovo di Terni)
- Filippo Fasio Capponi † (9 giugno 1570 - 1570 deceduto)
- Aurelio Griani, O.F.M. † (8 novembre 1570 - 1576 deceduto)
- Giovanni Bernardino Grandopoli † (19 settembre 1576 - 1590 deceduto)
- Giovanni Leonardo Bottiglieri † (14 gennaio 1591 - 1599 deceduto)
- Francesco Brusco, O.F.M.Conv. † (27 settembre 1599 - 1625 deceduto)
- Andrea Caputo † (1625 succeduto - marzo 1650 deceduto)
- Onofrio De Ponte † (22 agosto 1650 - 13 maggio 1676 deceduto)
- Antonio Molinari † (2 dicembre 1676 - 11 luglio 1698 deceduto)
- Giovanni Cito † (22 dicembre 1698 - 15 ottobre 1708 deceduto)
- Domenico Antonio Gagliano † (14 ottobre 1709 - 5 luglio 1713 deceduto)
  - Sede vacante (1713-1718)
- Domenico Galisi † (24 gennaio 1718 - febbraio 1730 deceduto)
- Francesco Castello † (22 novembre 1730 - marzo 1733 deceduto)
- Agostino Giannini † (13 aprile 1733 - febbraio 1767 deceduto)
- Francesco D'Afflitto † (10 luglio 1767 - 24 settembre 1786 deceduto)
  - Sede vacante (1786-1792)
- Bartolomeo Criscuolo † (27 febbraio 1792 - circa 1793 deceduto)
  - Sede vacante (circa 1793-1797)
- Bernardo Maria della Torre † (18 dicembre 1797 - 21 dicembre 1818 nominato vescovo di Castellammare di Stabia)
  - Sede soppressa

### Vescovi titolari
- Giovanni Battista Cesana, F.S.C.I. † (19 dicembre 1968 - 12 giugno 1991 deceduto)
- Luigi Travaglino, dal 4 aprile 1992